# Mitreu de Santa Prisca

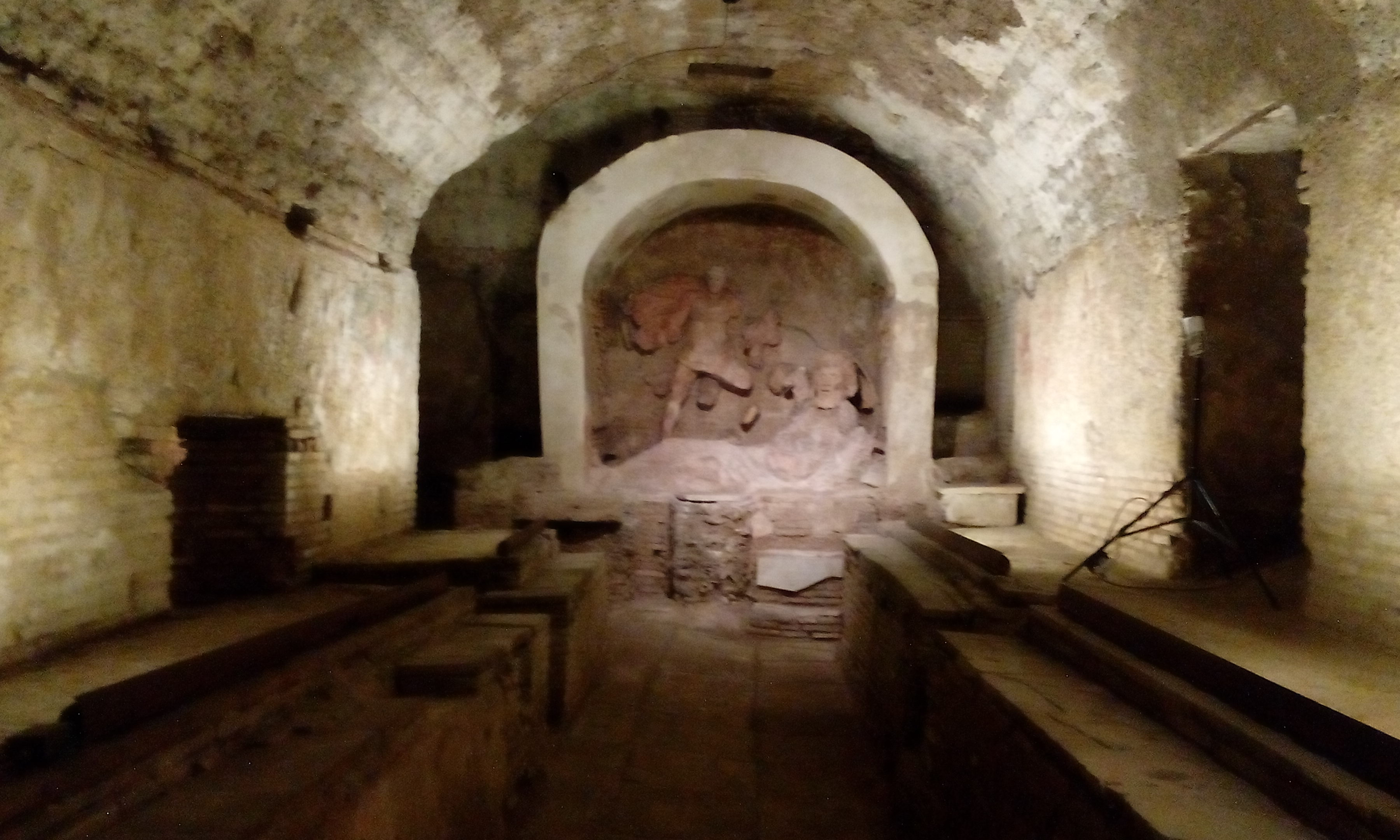
Interior do Mitreu de Santa Prisca.

Mitreu de Santa Prisca é um mitreu localizado sob a igreja de Santa Prisca no monte Aventino, no rione Ripa de Roma. Ele fica na área ao norte da igreja e era complementado a leste por um quadripórtico, transformado por volta de 110 em uma residência.

## História
As escavações, iniciadas em 1934, por uma equipa neerlandesa, descobriram vários ambientes que, inicialmente provavelmente eram parte de uma residência depois reconvertida para o culto de Mitra. A partir das estampas nos tijolos, a estrutura foi datada em 95 d.C. ou pouco depois. Por volta de 480, o edifício foi destruído violentamente, provavelmente por obra dos cristãos empenhados na construção da igreja vizinha.
Hipotetiza-se que, antes do mitreu, ali ficasse a Privata Traiani, a residência de Trajano antes de ele se tornar imperador, mas é mais provável que ali vivesse Licínio Sura por causa da vizinhança com as Termas Suranas.

## Descrição

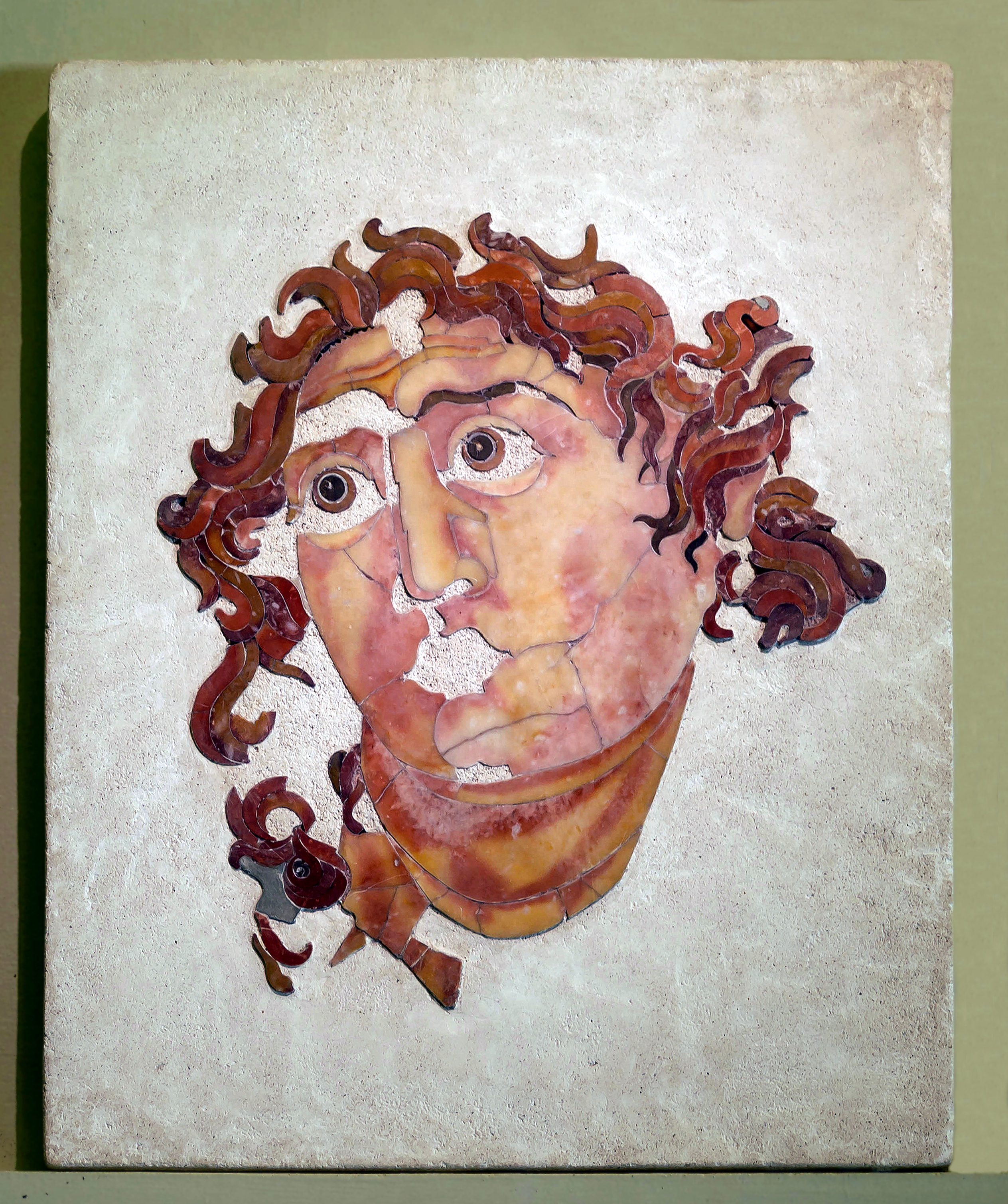
Cabeça de Sol encontrada no mitreu.

O acesso atual ao mitreu se dá através de uma sala do lado direito da igreja. Primeiro se chega a um ninfeu com uma abside no qual hoje está um pequeno museu com objetos encontrados nas escavações, incluindo um Sol em opus sectile e algumas cabeças em estuque entre as quais uma de Serápis. Um ambiente vizinho, de pequenas dimensões, revela a reutilização de algumas rochas de uma coluna em peperino com cerca de 90 cm, provavelmente reciclada de um templo romano republicano.
Depois da cripta da igreja, o próximo recinto é conhecido como "ambiente V", uma espécie de átrio do mitreu mais mantigo que depois foi integrado alargando a porta de acesso e construindo grandes bancos nas laterais.
O spaeleum ("gruta") propriamente dito é uma sala com 11,25 x 4,20 metros que era decorada com figuras em estuque e pinturas na parede fundo, uma decoração correspondente à segunda fase da história do mitreu. Os dois nichos na entrada provavelmente abrigavam as estátuas dos dois tocheiros do culto mitraico, Cautes e Cautopates, das quais apenas a primeira sobreviveu, provavelmente uma obra readaptada com estuque a partir de um original que representava Mercúrio. O nicho na parede do fundo era decorada pela imagem conhecida como tauroctonia (Mitra sacrificando um touro), mas é única, seja pela nudez do deus, seja porque Saturno modelado a partir de peças de cerâmica recobertas por estuque. A direita do nicho está um grande grafito, provavelmente obra de um iniciado que celebra a sua data de nascimento (ou "renascimento" depois da iniciação) em 21 de novembro de 202, o que revela que o local já era um mitreu nessa época.
As duas paredes laterais estão cobertas por pinturas de grande interesse, sobretudo acima dos grandes bancos, interrompidas em um ponto da parede direita onde originalmente ficava inicialmente uma porta que, mais tarde, foi emparedada para que um trono fosse colocado ali. As pinturas estão dispostas em duas camadas de tema similar. A parte mais significativa estava na parede da direita (seguindo da esquerda para direita):
- Homem sentado com barrete frígio vestido de vermelho com uma inscrição à esquerda da cabeça: "Nama [patribus] / ab oriente / ad occidente[m] / tutela Saturni".
- Um jovem rodeado por um nimbo e com um globo na mão com a inscrição: "[na]mai tute[l]a S[ol] is". Neste ponto é possível ver, num local onde o gesso se desprendeu, a inscrição na camada inferior: "nama h[el]iodrom[i]s / t[utela ...]".
- Perna e braço direito de uma figura com uma inscrição: "[na]ma persis / tutela [Mer]curis".
- Um personagem pouco visível com uma inscrição: "nama l[e]on[i]b[us] / tutela Iovis".
- Personagem em tamnho três quartos segurando o manto da figura anterior e segurando um objeto ovalado contra o peito com a inscrição "nama militibus / tutela Mart[is]".
- Personagem em pé com um objeto vermelho vivo nas mãos com a inscrição "nama nyn[phis] / tut[ela...]"; nos pontos onde o gesso se desprendeu é possível ler "[n]a[ma] nymph[i]s / tut[ela Ve]n[eri]s".
- Traços de um outro personagem.

O significado dessa procissão de personagens é objeto de uma carta de São Jerônimo em 403: 
| “ | O teu parente Graco [...] há poucos anos, enquanto era prefeito urbano [377], não demoliu, destruiu, aniquilou uma gruta mitraica, e todos aqueles estranhos mistérios aos quais eles são iniciados, como o corax ("corvo"), o nymphus, o miles ("soldado"), o leo ("leão"), o perses ("persa"), o heliodromus, o pater ("pai") e não os obrigou, quase que a força, a realizarem o batismo de Cristo? | ” |
|   | — Trad. de Filippo Coarelli. |   |

Não é demonstrável que São Jerônimo esteja se referindo diretamente ao Mitreu de Santa Prisca, mas é certo que se trata pelo menos de um caso análogo, mais ou menos na mesma data. Particularmente interessante neste texto é o elenco dos graus de iniciação mitraica, que corresponde, na mesma ordem, às imagens que aparecem nas paredes do mitreu: neste caso, a inscrição faltante do último personagem provavelmente era "nama coracibus / tutela Lunae". Cada um dos sete graus de iniciação era tutelado por um planeta e "nama" era uma palavra de origem persa que significa "honra" ou "veneração". As várias inscrições provavelmente soavam como "honra ao leão, protegido por Júpiter" e assim por diante. A presença dos planetas no culto mitraico é confirmada também pelo pavimento do Mitreu das Sete Esferas, em Ostia Antica.
Na parede direita estava um cortejo de personagens reais, cada com seu próprio nome, todos com o grau de "leões", que transportavam respectivamente um touro, um galo, um cabrito, uma cratera e um porco; em alguns pontos se vê a camada debaixo que provavelmente representava uma imagem similar. Na parede esquerda continuava a procissão dos "leões" e, no término do cortejo, à direita, estava representada uma gruta com quatro personagens: Mitra e Sol deitados em posição de banquete entre outros dois (um deles com a cabeça de um corvo) que os servem. Provavelmente é uma representação simbólica da aliança entre Mitra e Sol. Nos recintos à esquerda do ambiente principal provavelmente se realizavam as cerimônias de iniciação e outras várias funções.

## Edifícios antigos nas proximidades
O complexo era vizinho das Termas Suranas, alimentada pela Água Márcia, cujas arcadas passavam pelo local onde está a igreja hoje), e abrigava também, do lado sul, uma residência onde ficava um grande ninfeu absidado. No século II surgiu um edifício com duas nave na qual se apóia a igreja de Santa Prisca, provavelmente o titulus cristão original. Perto das termas, segundo a Forma Urbis, ficava um templo seguramente datado no período republicano, mas que pode ser o Templo de Luna ou o Templo de Vertumno. Do outro lado está o Templo de Diana.